# Kvinnan tar befälet
Kvinnan tar befälet är en svensk svartvit komedifilm från 1942, regisserad av Gunnar Olsson.

## Handling
På ett pensionat bor flertalet ungdomar. De unga männen känner sig osäkra i tillvaron, man kan ju bli inkallad när som helst, och vill inte gifta sig vilket får flickorna på dåligt humör.

## Om filmen
Filmen hade Sverigepremiär den 26 december 1942 i Örebro.

## Rollista
- Dagmar Ebbesen - fru Bergström, innehavaren av pensionatet
- Willy Peters - pastor Axel Bergström
- Brita Borg - Lillian Bergström
- Bengt Logardt - Göran
- Marianne Löfgren - Sally Hansson
- Ingrid Backlin - Anne-Mari
- Anna-Greta Krigström - Greta
- Karl-Arne Holmsten - ingenjör Dahlfors. Som ersättare för K-A Holmsten under inspelningen tjänstgjorde stridsvagnsförare Per Gustafsson, strvkomp Sörmlands regemente (I 10, P 3, P 10, nedlagt 2004). Per kom från Vannala gård V. Vingåker.
- Per Bergström - Johan
- Åke Grönberg - Holger Bastberg
- Wiktor "Kulörten" Andersson - Petterson
- Emil Fjellström - Trav-Karlsson
- Harald Emanuelsson - Mandel
- Rut Holm - Klara Larsson, kokerska